# ユタ・イーグルス
ユタ・イーグルス（Utah Eagles）は、コンチネンタル・バスケットボール・アソシエーション（以下CBA）に加盟していたアメリカ合衆国のプロバスケットボールチーム。本拠地はユタ州テイラーズヴィル。

## 歴史
2006年、CBAの新チームとして設立された。初年度。、チームは主にユタ大学、ウィーバー州立大学、ブリガムヤング大学など地元大学の出身者で構成され、NBA選手ポール・ミルサップの弟ジョン・ミルサップが所属した。2006-07シーズン途中、シーズン終了を待たずして2007年1月23日の試合を最後にリーグから撤退した。リーグはスケジュール変更を余儀なくされたため、チームに罰金を科した。通算成績は6勝18敗。